# Shiva Worga
Shiva Worga – gaun wikas samiti w środkowej części Nepalu w strefie Narajani w dystrykcie Parsa. Według nepalskiego spisu powszechnego z 2001 roku liczył on 701 gospodarstw domowych i 5218 mieszkańców (2465 kobiet i 2753 mężczyzn).